# La Neuville-Chant-d'Oisel
La Neuville-Chant-d'Oisel is een gemeente in het Franse departement Seine-Maritime (regio Normandië) en telt 1751 inwoners (1999). De plaats maakt deel uit van het arrondissement Rouen.

## Geografie
De oppervlakte van La Neuville-Chant-d'Oisel bedraagt 22,0 km², de bevolkingsdichtheid is 79,6 inwoners per km².
De onderstaande kaart toont de ligging van La Neuville-Chant-d'Oisel met de belangrijkste infrastructuur en aangrenzende gemeenten.

## Demografie
Onderstaande figuur toont het verloop van het inwonertal (bron: INSEE-tellingen).
1. ↑  Populations de référence 2022.